# ホーン美術館
ホーン美術館（ホーンびじゅつかん、Museo Horne）は、イタリアトスカーナ州フィレンツェにある14世紀から15世紀の芸術と家具に焦点を当てた美術館である。
ホーン美術館は、1921年に開館した。
1966年のフィレンツェの洪水で深刻な被害を受け、修復作業は1989年まで続いた。

## コレクション
イギリスの美術史家のハーバート・ホーン(Herbert Horne, 1864-1916)の遺産によって設立された。
美術館には、貴重なテーブル、椅子、チェスト、装飾された陶器、当時のオリジナルの鍋や台所用品、古いカードゲーム、コイン、アザラシなどのさまざまなコレクションも保存されている。

### 絵画
- 『聖ステファノ』, ジョット・ディ・ボンドーネ
- Madonna con il bambino e Cristo in Pietà, diptyque, シモーネ・マルティーニ
- San Benedetto, santa Caterina e santa Margherita, ピエトロ・ロレンツェッティ
- La regina Vasti lascia il palazzo reale, フィリッピーノ・リッピ
- Saint Jerome in Meditation, ピエロ・ディ・コジモ
- Storia di san Giuliano, マサッチオ
- Holy Family with the Infant John the Baptist and a Donor, ドメニコ・ベッカフーミ
- 『音楽の寓意』(Allegoria della musica), ドッソ・ドッシ
- La moglie di Lot, フランチェスコ・フリーニ
- Pace con Cristo in Pietà, フィリッポ・リッピ

### ギャラリー

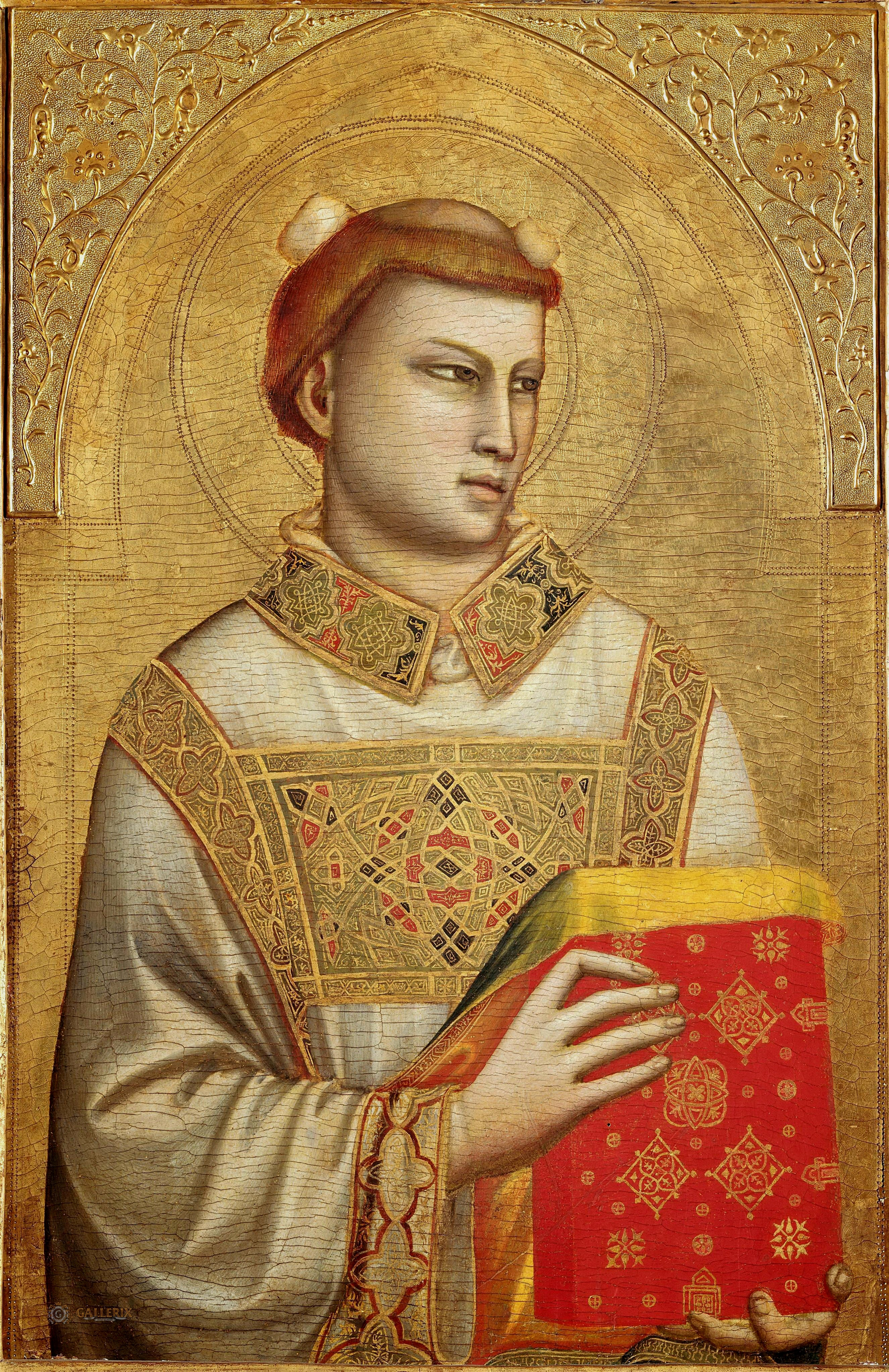
『聖ステファノ』 (1320-1325)、ジョット・ディ・ボンドーネ
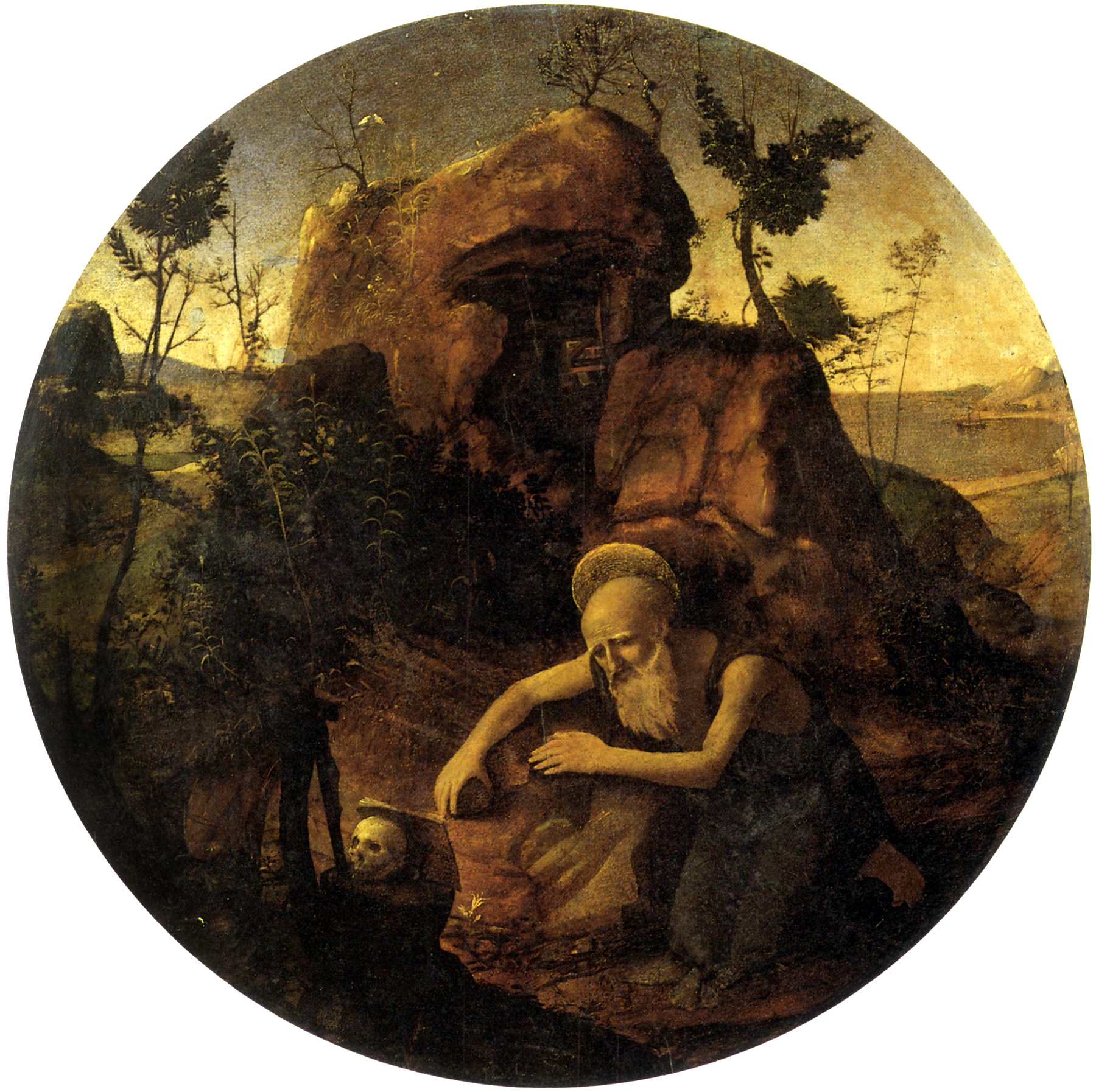
Saint Jerome in Meditation (1490s)、ピエロ・ディ・コジモ
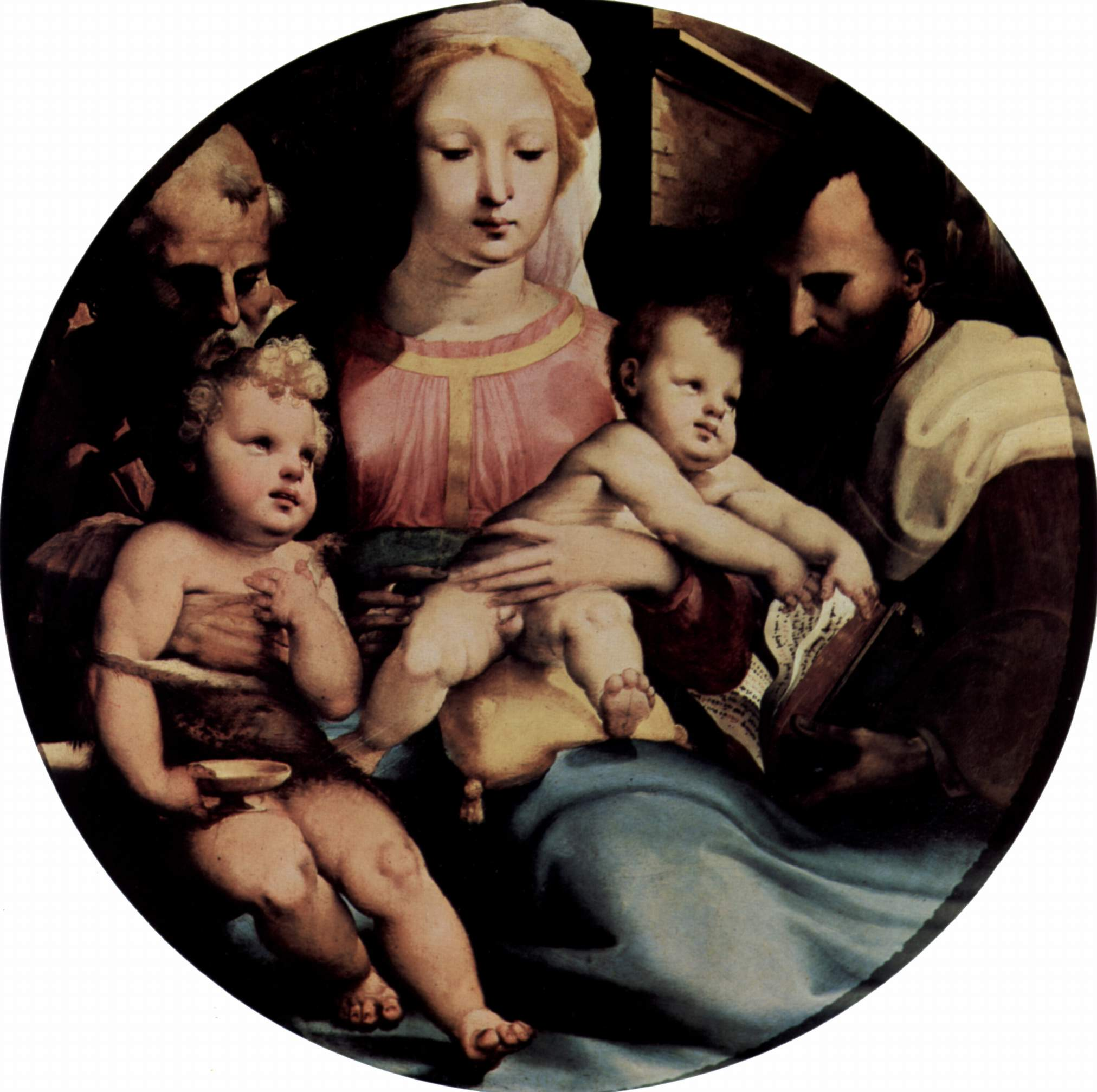
Holy Family with the Infant John the Baptist and a Donor　(c. 1530-1535)、ドメニコ・ベッカフーミ
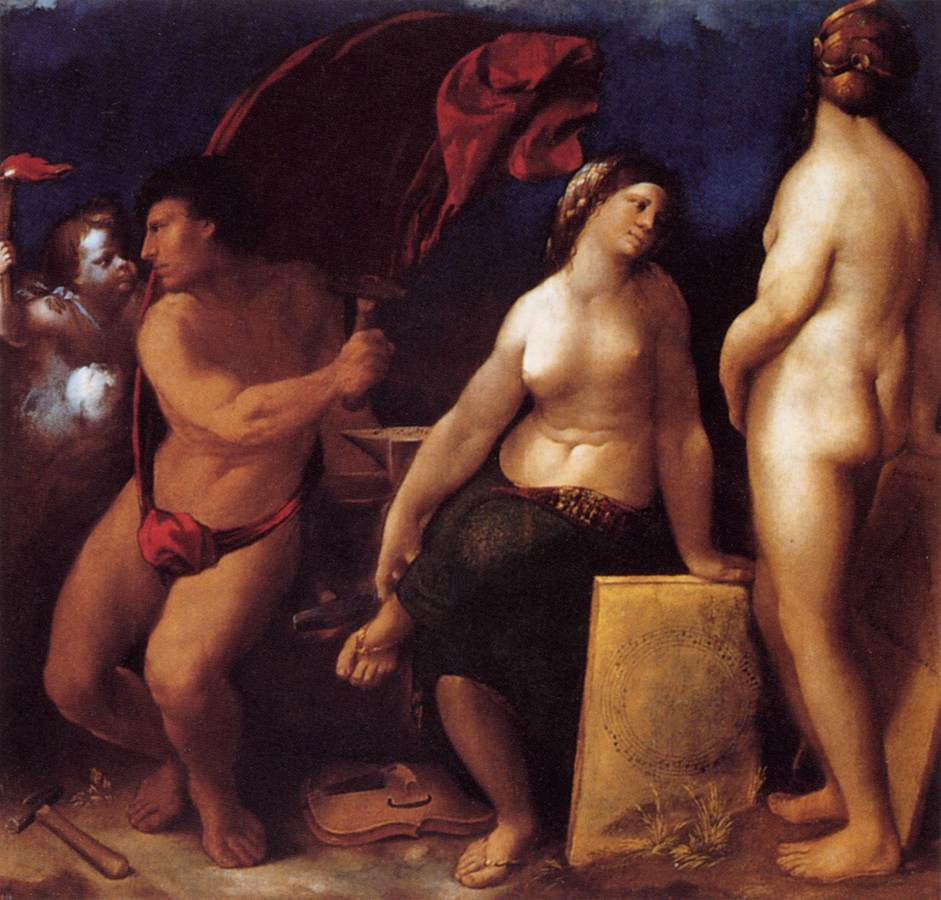
『音楽の寓意』 (c. 1522)、ドッソ・ドッシ